# Palais Rio Branco
Le palais Rio Branco, ou palácio Rio Branco en portugais, est un palais de Salvador de Bahia, au Brésil. Il est situé dans le centre historique inscrit au patrimoine mondial de l'humanité par l'UNESCO.